# Belushya Guba
Belushya Gubá (en ruso: Белу́шья Губа́, variantes: Belush'ya Gubá, Blushya (en ruso significa: "lugar de la beluga") es un asentamiento de tipo urbano ubicado en el suroeste de la Isla del Sur de la Nueva Zembla de este archipiélago ártico en el óblast de Arcángel, Rusia.

## Demografía
Es el principal asentamiento permanente y el centro administrativo del territorio de las islas de Nueva Zembla. Su población era 2851 habitantes para 2010. Según el censo de 2002, su población era 2622, lo que constituye más del 96% de la población total del distrito, que fue 2716. Se encuentra a unos 9 kilómetros (5.6 millas) al suroeste de la base aérea de Rogachevo. Una gran proporción de su población está compuesta por militares asociados con los sitios de ensayo nuclear situado en la isla.

## Historia
Al visitar Nueva Zembla (en ruso: Nóvaya Zemlyá, "Nueva Tierra") en 1894, el gobernador de Arcángel Engelhard decidió crear un nuevo campamento. En 1896, una expedición realizó una encuesta de la costa occidental de Nueva Zembla. Al año siguiente el pueblo de Belushya Gubá fue fundado.
El pueblo comenzó a florecer en 1954, cuando en Nueva Zembla se estableció el sitio de pruebas nucleares.Un lugar muy frío debido a sus condiciones geográficas.